# Campionati europei di atletica leggera indoor 2011 - 400 metri piani femminili
La gara si è svolta il 4 e il 5 marzo 2011.

## Podio
| #       | Atleta             | Nazionalità | Tempo | Note                          |
| ------- | ------------------ | ----------- | ----- | ----------------------------- |
| Oro     | Denisa Rosolová    | Rep. Ceca   | 51"73 | Miglior prestazione personale |
| Argento | Olesja Krasnomovec | Russia      | 51"80 |                               |
| Bronzo  | Ksenija Zadorina   | Russia      | 52"03 |                               |

## Record
Prima di questa competizione, il record del mondo (RM), il record europeo (EU) ed il record dei campionati (RC) sono i seguenti:
| Record                | Prestazione | Atleta                               | Data                        | Competizione                                       |
| --------------------- | ----------- | ------------------------------------ | --------------------------- | -------------------------------------------------- |
| Record mondiale       | 49"59       | Jarmila Kratochvílová Cecoslovacchia | 7 marzo 1982 Milano, Italia | Campionati europei di atletica leggera indoor 1982 |
| Record europeo        | 49"59       | Jarmila Kratochvílová Cecoslovacchia | 7 marzo 1982 Milano, Italia | Campionati europei di atletica leggera indoor 1982 |
| Record dei campionati | 49"59       | Jarmila Kratochvílová Cecoslovacchia | 7 marzo 1982 Milano, Italia | Campionati europei di atletica leggera indoor 1982 |

## Risultati

### Primo turno
Le prime 3 di ogni batteria e i 3 migliori tempi si qualificano per le semifinali.

#### Batteria 1
| Pos. | Corsia | Nome               | Nazione    | Reazione | Tempo | Note |
| ---- | ------ | ------------------ | ---------- | -------- | ----- | ---- |
| 1    | 5      | Vania Stambolova   | Bulgaria   | 0.303    | 53"05 | Q    |
| 2    | 6      | Janin Lindenberg   | Germania   | 0.268    | 53"43 | Q    |
| 3    | 4      | Natalija Lupu      | Ucraina    |          | 53"72 | Q    |
| 4    | 3      | Meliz Redif        | Turchia    | 0.267    | 54"63 | q    |
| 5    | 1      | Patricia Lopes     | Portogallo |          | 54"94 | q    |
| 6    | 2      | Amaliya Sharroyany | Armenia    | 0.235    | 56"08 |      |

#### Batteria 2
| Pos. | Corsia | Nome               | Nazione              | Reazione | Tempo | Note |
| ---- | ------ | ------------------ | -------------------- | -------- | ----- | ---- |
| 1    | 6      | Olesja Krasnomovec | Russia               | 0.292    | 53"75 | Q    |
| 2    | 5      | Channa Tašpulatava | Bielorussia          |          | 54"26 | Q    |
| 3    | 4      | Channa Titimec     | Ucraina              | 0.191    | 54"49 | Q    |
| 4    | 3      | Pinar Saka         | Turchia              |          | 54"87 | q    |
| 5    | 1      | Marian Heffernan   | Irlanda              | 0.236    | 54"94 |      |
| 6    | 2      | Jasna Horozić      | Bosnia ed Erzegovina | 0.343    | SQ    |      |

#### Batteria 3
| Pos. | Corsia | Nome             | Nazione   | Reazione | Tempo | Note |
| ---- | ------ | ---------------- | --------- | -------- | ----- | ---- |
| 1    | 6      | Ksenija Zadorina | Russia    | 0.194    | 54"25 | Q    |
| 2    | 5      | Denisa Rosolová  | Rep. Ceca | 0.254    | 54"41 | Q    |
| 3    | 3      | Marta Milani     | Italia    | 0.185    | 54"48 | Q    |
| 4    | 4      | Dar'ja Prystupa  | Ucraina   | 0.242    | 54"96 |      |
| 5    | 2      | Bianca Razor     | Romania   | 0.305    | 55"08 |      |
| 6    | 1      | Anita Banović    | Croazia   | 0.253    | 55"20 |      |

### Semifinali
Le prime 3 di ogni batteria si qualificano alla finale.

#### Semifinale 1
| Pos. | Corsia | Nome               | Nazione     | Reazione | Tempo | Note |
| ---- | ------ | ------------------ | ----------- | -------- | ----- | ---- |
| 1    | 6      | Ksenija Zadorina   | Russia      | 0.215    | 52"88 | Q    |
| 2    | 5      | Janin Lindenberg   | Germania    | 0.248    | 53"12 | Q    |
| 3    | 4      | Marta Milani       | Italia      | 0.207    | 53"44 | Q    |
| 4    | 3      | Channa Tašpulatava | Bielorussia |          | 53"69 |      |
| 5    | 2      | Channa Titimec     | Ucraina     | 0.197    | 53"97 |      |
| 6    | 1      | Pinar Saka         | Turchia     |          | 55"40 |      |

#### Semifinale 2
| Pos. | Corsia | Nome               | Nazione    | Reazione | Tempo | Note |
| ---- | ------ | ------------------ | ---------- | -------- | ----- | ---- |
| 1    | 5      | Olesja Krasnomovec | Russia     | 0.358    | 52"53 | Q    |
| 2    | 4      | Denisa Rosolová    | Rep. Ceca  | 0.201    | 52"81 | Q    |
| 3    | 6      | Vania Stambolova   | Bulgaria   | 0.301    | 52"89 | Q    |
| 4    | 3      | Natalija Lupu      | Ucraina    | 0.262    | 54"24 |      |
| 5    | 2      | Meliz Redif        | Turchia    | 0.283    | 54"58 |      |
| 6    | 1      | Patricia Lopes     | Portogallo |          | 55"09 |      |

### Finale
| Pos. | Corsia | Nome               | Nazione   | Reazione | Tempo | Note                          |
| ---- | ------ | ------------------ | --------- | -------- | ----- | ----------------------------- |
| 1    | 4      | Denisa Rosolová    | Rep. Ceca | 0.210    | 51"73 | Miglior prestazione personale |
| 2    | 5      | Olesja Krasnomovec | Russia    | 0.301    | 51"80 |                               |
| 3    | 6      | Ksenija Zadorina   | Russia    | 0.241    | 52"03 |                               |
| 4    | 1      | Vania Stambolova   | Bulgaria  | 0.324    | 52"58 |                               |
| 5    | 3      | Janin Lindenberg   | Germania  | 0.240    | 52"62 |                               |
| 6    | 2      | Marta Milani       | Italia    | 0.234    | 53"23 |                               |